# Patrick Sériot
Patrick Sériot (né à Vincennes en 1949) est un linguiste franco-suisse, professeur émérite de linguistique slave à l'université de Lausanne et spécialiste de l’histoire de la linguistique et du rapport au signe en URSS et Europe orientale. 

## Biographie
Après des études de slavistique et de linguistique à la Sorbonne, il est reçu à l'agrégation de russe en 1977, et enseigne le russe dans différents lycées à Grenoble. En 1985, il obtient un poste de chercheur au CNRS à l’Institut du monde soviétique (laboratoire IMSECO, Paris), poste qu'il occupe jusqu'en 1987. En 1987, il est nommé professeur titulaire à l’université de Lausanne en linguistique slave, poste qu'il occupera jusqu'à sa retraite en 2014, date à laquelle il devient professeur émérite. De 2014 à 2018, il exerce à l’Université d’État de Saint-Pétersbourg comme professeur d’histoire de la linguistique générale.
Il a dirigé de nombreuses thèses d'histoire intellectuelle de la linguistique d’Europe orientale. Il a été directeur de l’ILSL (Institut de linguistique et des sciences du langage) à l’université de Lausanne depuis sa fondation en 1991 jusqu’en 1995. Il a créé un groupe d'études : le CRECLECO (Centre de recherches en épistémologie comparée de la linguistique d'Europe centrale et orientale), dont le site web présente une importante bibliothèque virtuelle de textes peu ou mal connus sur la langue et le signe en Russie/URSS et en Europe orientale. Le CRECLECO se « consacre à de nombreuses recherches comparatistes et interdisciplinaires sur l’analyse des idéologies, des identités et des instrumentalisations de l’ethnicité au travers des discours sur les langues ».
Il a donné des conférences dans de nombreuses universités en Amérique latine et dans l'ex-Union soviétique.

## Activités éditoriales et institutionnelles
Après une thèse sur l’Analyse du discours politique soviétique (Paris : IMSECO, 1985), et une habilitation à l'Université d'Aix-en-Provence (1987), ses travaux de recherche portent principalement sur le rapport au langage et au signe en Europe orientale, ainsi que sur l’histoire et l’épistémologie de la linguistique russe et soviétique. Il a consacré de nombreux livres et articles à des auteurs tels que Roman Jakobson, Nikolaj Troubetzkoy, Valentin Vološinov, Nikolaj Marr, Aleksandr Potebnja, Konstantin Aksakov, et dirigé plusieurs volumes collectifs. Il a traduit et présenté des œuvres de linguistes russes en français.

## Publications

### Ouvrages
- Patrick Sériot (1985), Analyse du discours politique soviétique, Paris, IMSECO[7],[8] (ISBN 2-7204-0207-9)
- Patrick Sériot (1989), Structure et totalité. Les origines intellectuelles du structuralisme en Europe centrale et orientale, Paris, PUF[9],[10],[11]  (ISBN 2-13-050297-0), (2e édition : Limoges, Lambert-Lucas, 2012[12],  (ISBN 978-2-35935-044-9). 
  - (en) Traduction en anglais (2014): Structure and the Whole. East, West and non-Darwinian Biology in the Origins of Structural Linguistics. Boston - Berlin, De Gruyter, trad. par Amy Jacob.  (ISBN 978-1-61451-730-6)
  - (sr) Traduction en serbe : Структура и тоталитет, Интелектуално порекло структурализма у средњоj и источноj Европи, Нови Сад, Зоран Стоjановић, 484 p., trad. par Dušanka Točanac et Snežana Gudurić  (ISBN 978-86-7543-174-9)
  - (cs) Traduction en tchèque (2002): Struktura a celek. Intellektuální počátky strukturalismu ve střední a východní Evropě, Praha, Academia, 323 p. trad. par Alena Krausová et Kateřina Plotzová  (ISBN 80-200-0983-3)
  - (ru) Traduction en russe (2001): Структура и целостность. Об интеллектуальных истоках структурализма в центральной и восточной Европе. 1920-30-e гг., Moscou, Языки славянской культуры, 354 p.  (ISBN 5-94457-014-8) (traduction et préface de N. S. Avtonomova)[13],[14]
  - (ka) Traduction en géorgien (2015): struqtura da mtlianoba. struqturalizmis inteleqtualuri sapudzvlebi centralur da ag'mosavlet evropashi: 1920-30-iani tslebi, Tbilisi, Ilya Univ. Press. trad. par Tinatin Bolkvadze  (ISBN 978-9941-18-237-2)
  - (pt) Traduction en portugais (Brésil) (2016) : Estrutura e totalidade - As origens intelectuais do estruturalismo na Europa Central e Oriental, trad. par Maristela Cury Sarian e Mariângela Peccioli Galli Joanilho, 512 p., Campinas (SP), Editora da Unicamp,  (ISBN 978-85-268-1301-4)
- Patrick Sériot (2010): Les langues ne sont pas des choses. Discours sur la langue et souffrance identitaire en Europe centrale et orientale, Paris, Petra, 296 p.[15],[16] (ISBN 978-2-84743-026-4)
- (pt) Patrick Sériot (2015) : Vološinov e a filosofia da linguagem, tradução Marcos Bagno, São Paulo: Parábola Editorial, 125 p.  (ISBN 978-85-7934-102-1)

### Direction d'ouvrages collectifs
- Patrick Sériot (éd.) (1993): Relations inter- et intra-prédicatives, Cahiers de l'ILSL, n°3, Université de Lausanne, 310 p.  (ISSN 1019-9446)
- (ru) Patrick Sériot, Jurij Stepanov, Dmitrij Rudenko (éds.) (1993): Философия языка : в границах и вне границ, 1 [La philosophie du langage : dans les frontières et hors frontières], Kharkov, Oko , 1993, 186 p.  (ISBN 5-7098-0027-9)
- Patrick Sériot (éd.) (1994): Les sciences du langage : enjeux et perspectives, Etudes de Lettres, Université de Lausanne, janvier-mars, 130 p.
- Patrick Sériot, Morteza Mahmoudian (éds.) (1994): L'Ecole de Prague : l'apport épistémologique (P. Sériot et  éds.), Cahiers de l'ILSL, n°5, Université de Lausanne, 288 p.  (ISSN 1019-9446)
- Patrick Sériot, Natalia Bocadorova (éds.) (1995):  Une familière étrangeté : la linguistique russe et soviétique, Histoire Epistémologie Langage, t. XVII, fasc. 2, 251 p.
- Patrick Sériot (éd.) (1996): Langue et nation en Europe centrale et orientale du 18ème siècle à nos jours, Cahiers de l'ILSL, no 8, Université de Lausanne, 358 p.  (ISSN 1019-9446)
- Patrick Sériot, François Gadet (éds.) (1997): Jakobson entre l'Est et l'Ouest, 1915-1939, Cahiers de l'ILSL, no 9, Université de Lausanne, 260 p.  (ISSN 1019-9446)
- (ru) Patrick Sériot / Патрик Серио (éd.) (1999): Квадратура смысла - Французская школа анализа дискурса (introduction, notes et commentaires de P. Sériot, préface de Ju. S. Stepanov), Moskva : Progress, 414 p. (La quadrature du sens. L'école française d'analyse de discours) (recueil de traductions en russe de textes français d'analyse de discours).  (ISBN 5-01-004414-5)
- Patrick Sériot, Alain Berrendonnner (éds.) (1997): Le paradoxe du sujet. Les propositions impersonnelles dans les langues slaves et romanes, Cahiers de l'ILSL, n°12, Université de Lausanne, 339 p.  (ISSN 1019-9446)
- Patrick Sériot (éd.) (2003): Contributions suisses au XIIIe congrès mondial des slavistes à Ljubljana, Bern, Peter Lang, 392 p.  (ISBN 978-3-03910-112-2)
- Patrick Sériot (éd.) (2003): Le discours sur la langue en URSS à l'époque stalinienne (épistémologie, philosophie, idéologie), Cahiers de l'ILSL, n° 14, Université de Lausanne, 356 p.  (ISSN 1019-9446)
- Patrick Sériot, Andrée Tabouret-Keller (éds.) (2004): Le discours sur la langue sous les pouvoirs autoritaires, Cahiers de l'ILSL, n° 17, Université de Lausanne, 338 p.,  (ISSN 1019-9446)
- Patrick Sériot (éd.) (2004): Un paradigme perdu : la linguistique marriste, Cahiers de l'ILSL, no 20, Université de Lausanne, 386 p.,  (ISSN 1019-9446)
- Patrick Sériot, Janette Friedrich (éds.) (2008): Langage et pensée : Union Soviétique, années 1920-1930, Cahiers de l'ILSL, n° 24, Université de Lausanne, 338 p.,  (ISBN 978-2-9700468-1-3).
- Patrick Sériot, Didier Samain (éds.) (2008): La structure de la proposition : histoire d'un métalangage, Cahiers de l'ILSL, no 25, Université de Lausanne, 296 p.,  (ISBN 978-2-9700468-2-0).
- Patrick Sériot (éd.) (2008): Contributions suisses au XIVe congrès mondial des slavistes à Ohrid, septembre 2008, Bern : Peter Lang, 396 p.,  (ISBN 978-3-03911-431-3)
- Patrick Sériot, Ekaterina Velmezova (éds.) (2008): Discours sur les langues et rêves identitaires, Cahiers de l'ILSL, no 26, Université de Lausanne, 254 p.,  (ISBN 2-9700468-3-0).
- Patrick Sériot (éd.) (2011): Russie, linguistique et philosophie, Cahiers de l'ILSL, no 29, Université de Lausanne, 275 p.,  (ISBN 978-2-9700468-6-8)
- Patrick Sériot (éd.) (2012): Humboldt en Russie, Cahiers de l'ILSL, no 33, 302 p.,  (ISBN 978-2-9700730-6-2)
- Patrick Sériot, Vadim Kasevich, Yuri Kleiner (éd.) (2014): History of Linguistics, 2011, 221 p., Amsterdam-Philadelphie: John Benjamins,  (ISBN 978-90-272-4614-1)
- Patrick Sériot, Margarita Schoenenberger (éds.) (2016): Potebnja, langage, pensée, Cahiers de l'ILSL, no 46, Université de Lausanne,  (ISBN 978-2-9700958-1-1)
- Patrick Sériot (éd.) (2018): Linguistique et philosophie du langage, Cahiers de l'ILSL, no 53, 147 p., Université de Lausanne,  (ISBN 978-2-9700958-9-7)

### Traductions et présentations d'ouvrages
- Patrick Sériot (éd.) (1996): N.S. Troubetzkoy. L'Europe et l'humanité. Ecrits linguistiques et paralinguistiques, Liège, Mardaga, 1996, 248 p. (édition, présentation, traduction et commentaires)  (ISBN 2-87009-613-5)
- Patrick Sériot (éd.) (2006) : N.S. Troubetzkoy : Correspondance avec Roman Jakobson et autres écrits, préface de Patrick Sériot, traduction par Margarita Schoenenberger et Patrick Sériot, Lausanne : Payot, 573 p.  (ISBN 2-601-03330-4)
- Patrick Sériot (éd.) (2010) : V.N. Vološinov : Marxisme et philosophie du langage, traduction par Patrick Sériot et Inna Ageeva-Tylkowski, préface de Patrick Sériot : Vološinov, la philosophie de l'enthymème et la double nature du signe,  Limoges : Lambert Lucas, (série : Bilingues en Sciences Humaines), 600 pages[17],[18],[19],[20],  (ISBN 978-2-915806-70-0)